# Таёжно-Михайловка
Таёжно-Михайловка — село в Мариинском районе Кемеровской области. Является административным центром Таёжно-Михайловского сельского поселения.

## География
Центральная часть населённого пункта расположена на высоте 133 метров над уровнем моря.

## Население
| 2010 |
| ---- |
| 335  |